# اوکسیل گلوکوسید
اوکسیل گلوکوسید (به انگلیسی: Octyl glucoside) با فرمول شیمیایی C۱۴H۲۸O۶ یک ترکیب شیمیایی با شناسه پاب‌کم ۶۲۸۵۲ است. که جرم مولی آن ۲۹۲٫۳۷ g/mol می‌باشد. 